# Montenois
Montenois ist eine französische Gemeinde mit 1.394 Einwohnern (Stand: 1. Januar 2022) im Département Doubs in der Region Bourgogne-Franche-Comté.

## Geographie
Montenois liegt auf 410 m, etwa zehn Kilometer westlich der Stadt Montbéliard (Luftlinie). Das Dorf erstreckt sich am Rand eines Hochplateaus in der gewellten Landschaft nördlich des Doubstals, nordöstlich des Mont Truchot.
Die Fläche des 8,03 km² großen Gemeindegebiets umfasst einen Abschnitt der gewellten Landschaft nördlich des Doubstals. Der zentrale Teil des Gebietes wird vom Hochplateau von Montenois eingenommen, das durchschnittlich auf 400 m liegt. Es weist eine Breite von einem Kilometer und eine Länge von vier Kilometern auf und ist überwiegend von Acker- und Wiesland bestanden. Im Süden wird die Hochfläche von den Waldhöhen des Bois du Cujot (bis 440 m) und des Mont Truchot (mit 469 m die höchste Erhebung von Montenois), im Westen vom Bois du Combollet (462 m) flankiert. Gegen Nordosten leitet eine Geländestufe zur rund 40 m tiefer gelegenen Ebene von Arcey über. Das ganze Areal zeigt keine oberirdischen Fließgewässer, weil das Niederschlagswasser im verkarsteten Untergrund der Kalkhochflächen versickert.
Nachbargemeinden von Montenois sind Arcey im Norden, Sainte-Marie im Osten, Lougres, Beutal und Bretigney im Süden sowie Faimbe und Onans im Westen.

## Geschichte
Im Mittelalter gehörte Montenois zur Herrschaft Granges, die im 14. Jahrhundert unter die Oberhoheit der Grafen von Montbéliard kam. Zusammen mit der Franche-Comté gelangte das Dorf mit dem Frieden von Nimwegen 1678 an Frankreich. Während des Zweiten Weltkrieges befand sich in Montenois eine bedeutende Widerstandszelle der Résistance. Deswegen wurden von der deutschen Besatzungsmacht 16 Dorfbewohner exekutiert, an die ein Kreuz erinnert. Heute ist Montenois Teil des Gemeindeverbandes Pays de Montbéliard Agglomération.

## Sehenswürdigkeiten

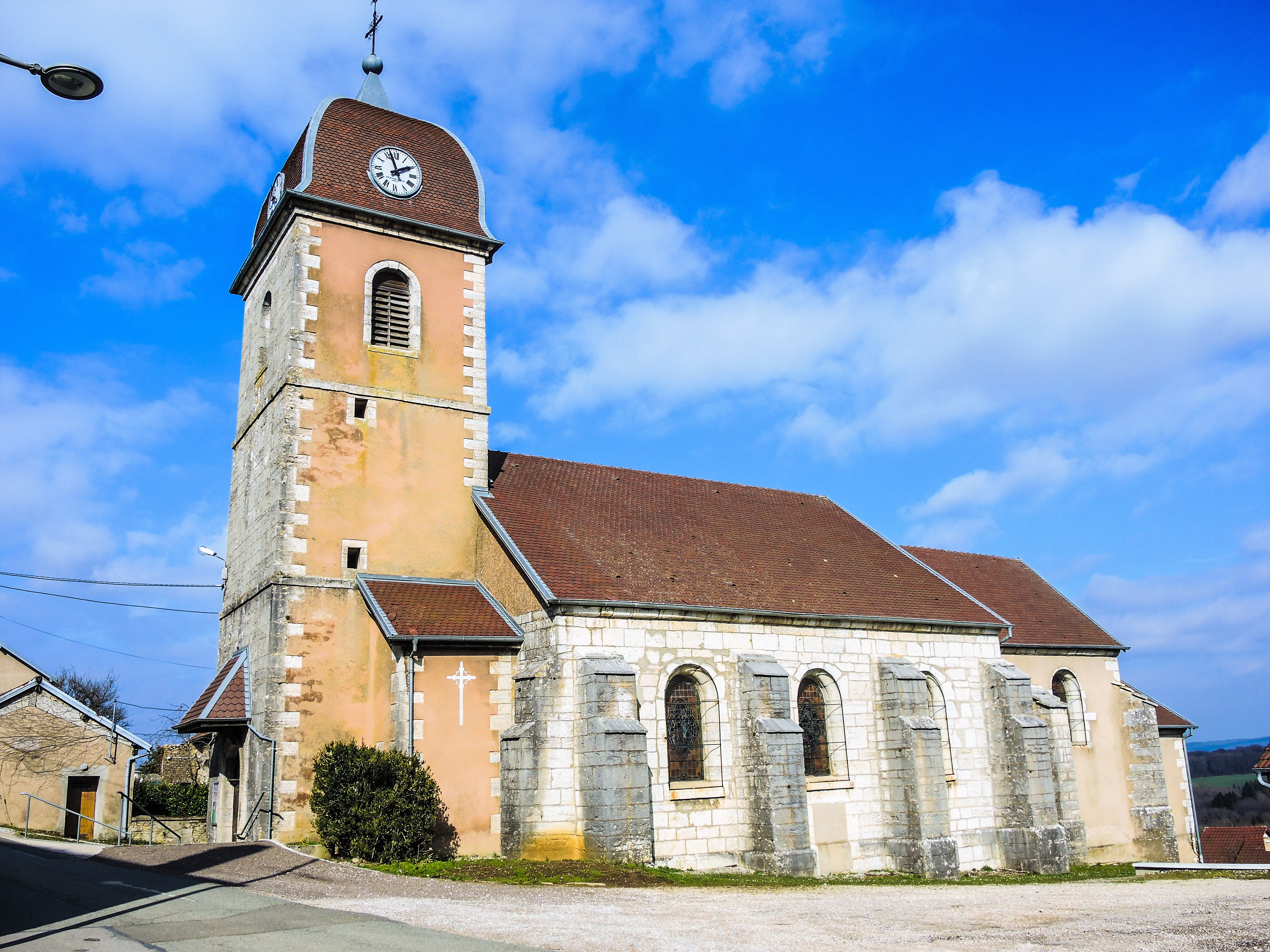
Kirche Saint-Georges

Die Dorfkirche Saint-Georges in Montenois wurde im 18. Jahrhundert errichtet.

## Bevölkerung
| Jahr                       | 1962 | 1968 | 1975 | 1982 | 1990 | 1999 | 2016 |
| Einwohner                  | 429  | 568  | 663  | 733  | 1011 | 1099 | 1510 |
| Quellen: Cassini und INSEE |      |      |      |      |      |      |      |

Mit 1394 Einwohnern (Stand 1. Januar 2022) gehört Montenois zu den kleineren Gemeinden des Départements Doubs. Nachdem die Einwohnerzahl in der ersten Hälfte des 20. Jahrhunderts stets im Bereich zwischen 330 und 430 Personen gelegen hatte, wurde seit Beginn der 1960er Jahre ein kräftiges Bevölkerungswachstum verzeichnet. Seither hat sich die Einwohnerzahl fast vervierfacht.

## Wirtschaft und Infrastruktur
Montenois war bis weit ins 20. Jahrhundert hinein ein vorwiegend durch die Landwirtschaft (Ackerbau, Obstbau und Viehzucht) und die Forstwirtschaft geprägtes Dorf. Daneben gibt es heute einige Betriebe des lokalen Kleingewerbes. Mittlerweile hat sich das Dorf auch zu einer Wohngemeinde gewandelt. Viele Erwerbstätige sind deshalb Wegpendler, die in den größeren Ortschaften der Umgebung ihrer Arbeit nachgehen.
Die Ortschaft liegt abseits der größeren Durchgangsstraßen an einer Departementsstraße, die von Lougres nach Arcey führt. Der nächste Anschluss an die Autobahn A36 befindet sich in einer Entfernung von ungefähr 14 Kilometern. Weitere Straßenverbindungen bestehen mit Sainte-Marie und Bretigney.

## Sport
Die Gemeinde unterstützt in besonderem Maß den Sport. 1973 wurde eine Sportschule (Etoile Sportive de Montenois) eröffnet. In der Folge wurden eine multifunktionale Sportanlage, Wanderwege mit Trimm-Dich-Parcours sowie ein 18-Loch-Swingolfplatz eröffnet, auf dem 2005 die französischen Meisterschaften stattfanden.